# Neonschwarz
Neonschwarz ist eine deutsche Hip-Hop-Band aus Hamburg.

## Geschichte
Captain Gips und Johnny Mauser veröffentlichten 2010 das Download-Album Neonschwarz, das kurz darauf von der Bundesprüfstelle für jugendgefährdende Medien wegen des Tracks Flora bleibt, der nach Ansichten der Behörde zu Gewalt aufruft, indiziert wurde. Auf dem Album befindet sich auch das Lied On a Journey, das die beiden Rapper mit der Sängerin Marie Curry aufgenommen haben. Zu diesem Lied wurde ein Video gedreht und über YouTube veröffentlicht. Das Video war erfolgreich und man beschloss weiter zusammenzuarbeiten. Neonschwarz wurde gegründet und die Band unterschrieb bei Audiolith Records.
2012 erschien die Extended Play Unter’m Asphalt der Strand. Das Video zu On a Journey wurde erneut unter dem Bandnamen Neonschwarz veröffentlicht, zudem entstanden Videos zu Heben ab und The Rain. Heimat im Herzen wurde als Livevideo ebenfalls veröffentlicht.
2013 folgte eine Split-Single mit dem Rapper Kobito. In dem Lied  In deiner Stadt wurde auch zum ersten Mal das neue Crew-Mitglied Spion Ypsilon vorgestellt.
Am 19. September 2014 erschien ihr erstes Album Fliegende Fische und am 6. Mai 2016 das zweite Album Metropolis, das Platz 81 der deutschen Albencharts erreichte. Vier Jahre später, am 12. Oktober 2018, erschien das dritte Album Clash.
Mit der Single Hitzefrei, die am 25. November 2021 erschien, kündigte Neonschwarz ihr neues Album Morgengrauen an. Die Veröffentlichung erfolgte Anfang 2022.

## Stil
Neonschwarz machen Hip-Hop mit linken Texten in der Tradition von Anarchist Academy. Die Musik bezeichnen sie stellenweise als „Zeckenrap“. Die Band verbindet Elemente der Popmusik mit härteren elektronischen Passagen. Während Captain Gips eher aus der Hip-Hop-Ecke kommt, ist Johnny Mauser eher der Backpackrapper. Marie Curry dagegen ist weniger eine Rapperin als eine Sängerin.

## Diskografie
- 2012: Heben ab/On a Journey (Single, Audiolith Records)
- 2012: Unter’m Asphalt der Strand (EP, Audiolith Records)
- 2013: In deiner Stadt/Fangen spielen (Split-Single mit Kobito, Audiolith Records)
- 2013: In deiner Stadt/Gestern von Morgen (iTunes-Single, Audiolith Records)
- 2014: Fliegende Fische (Album, Audiolith Records)
- 2016: Metropolis (Album, Audiolith Records)
- 2018: Clash (Album, Audiolith Records)
- 2022: Morgengrauen (Album, Audiolith Records)